# Peggy Conklin
Margaret Eleanor Conklin (2 de noviembre de 1906 – 18 de marzo de 2003) fue una actriz de cine, televisión y teatro estadounidense.
Conklin nació en Dobbs Ferry, Nueva York. Cuando tenía doce años, su madre falleció y fue criada por sus dos tías. Después de graduarse en el instituto, se mudó a la ciudad de Nueva York para convertirse en actriz, inicialmente estudiando danza.
Conklin comenzó su carrera como actriz en 1928, apareciendo en la producción de Broadway Treasure Girl como parte del coro. Pronto comenzó a interpretar papeles protagonistas, y entre sus créditos teatrales se incluyen Yes, My Darling Daughter, The Petrified Forest, Co-respondent Unknown, The Pursuit of Happiness, Miss Swan Expects, Mr. and Mrs. North, The Wisteria Tress, Old Man Murphy y The Ghost Writer. Su último trabajo en teatro fue en la obra de Broadway Howie, donde interpretó el papel de "Edith Simms". Conklin protagonizó la película de 1936 Her Master's Voice junto al actor Edward Everett Horton, y también The President Vanishes y Having Wonderful Time, pero solo hizo cinco películas en total. También apareció en radio y televisión.
Conklin falleció en marzo de 2003 en su casa de Naples, Florida, a la edad de 96 años.